# Usumacinta

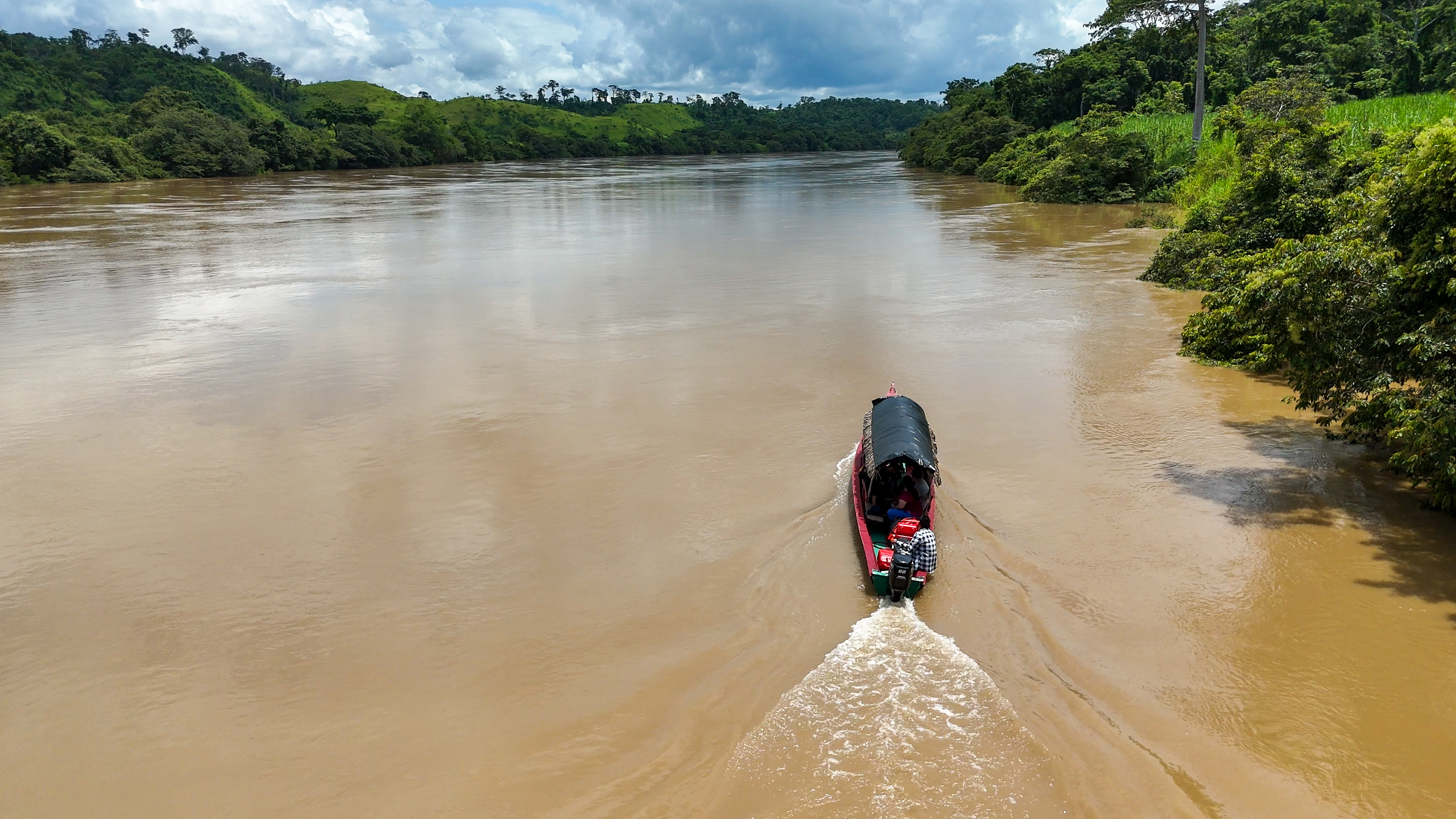
Una llanxa de motor navegant sobre el Riu Usumacinta, límit entre Mèxic i Guatemala.

L'Usumacinta és un riu de l'Amèrica del Nord que marca bona part de la frontera entre Mèxic i Guatemala. És el riu més cabalós de la regió i el sisè de tota l'Amèrica Llatina.
Neix a la regió del Petén, al nord de Guatemala i després de travessar zones selvàtiques desemboca al sud del Golf de Mèxic, a l'estat de Tabasco, on forma un delta juntament amb el riu Grijalva. La seva conca fou un focus de civilització maia, amb diverses ciutats importants del període clàssic (Yaxchilan, Piedras Negras) a les seves ribes. Actualment segueix poblada per grups maies, parlants sobretot del txol.